# 이성애적 성차별
이성애적 성차별(Heterosexism)은 이성교제를 선호하는 태도나 이성애자가 아닌 이들에 대한 차별, 혐오의 체계나 현상을 의미한다.

## 같이 보기
- 동성애 혐오
- 양성애 혐오
- 이성애 규범성
- 젠더 이분법